# Колодкино (Челябинская область)
Колодкино — деревня в Чебаркульском районе Челябинской области России. Входит в состав Филимоновского сельского поселения.

## География
Деревня находится в центральной части Челябинской области, в лесостепной зоне, на левом берегу реки Кокуй, на расстоянии примерно 31 километра (по прямой) к юго-востоку от города Чебаркуль, административного центра района. Абсолютная высота — 386 метров над уровнем моря.
Часовой пояс
Деревня Колодкино, как и вся Челябинская область, находится в часовой зоне МСК+2. Смещение применяемого времени относительно UTC составляет +5:00.

## Население
| 2002 | 2010 |
| ---- | ---- |
| 98   | ↘66  |

Гендерный состав
По данным Всероссийской переписи населения 2010 года в гендерной структуре населения мужчины составляли 37,9 %, женщины — соответственно 62,1 %.
Национальный состав
Согласно результатам переписи 2002 года, в национальной структуре населения русские составляли 75 %.

## Улицы
Уличная сеть деревни состоит из двух улиц.